# Asilus occidentalis
Asilus occidentalis är en tvåvingeart som beskrevs av Philippi 1865. Asilus occidentalis ingår i släktet Asilus och familjen rovflugor. Inga underarter finns listade i Catalogue of Life.